# Glenea bimaculicollis
Glenea bimaculicollis là một loài bọ cánh cứng trong họ Cerambycidae.